# Samurai gun
Samurai gun Es una serie de manga hecha por el mangaka Kazuhiro Kumagai, aparecida en la revista semanal "Weekly Young Jump". Fue adaptada en 13 episodios de anime bajo la dirección de Hideki Sonoda.

## Sinopsis
Es el comienzo de la revolución industrial y el feudalismo en Japón está en rebelión. El gobernador Shogun está utilizando poderes abusivos para infundir miedo y despotismo sobre sus súbditos. Golpes, encarcelamiento, violaciones e incluso asesinatos, son las técnicas adoptadas para mantener su reinado. Las matanzas debe terminar y para ello un grupo de samuráis se han unido y con el desarrollo de nuevas armas y tecnología, tienen el deseo y la capacidad para levantarse y pelear. Ichimatsu es uno de esos guerreros. De día, trabaja de incógnito en una taberna local, pero bajo la oscuridad de la noche hace valer la justicia. Él es Samurai Gun.
- Datos: Q825564